# ドミトリー・ブイストロレトフ
ドミトリー・アレクサンドロヴィッチ・ブイストロレトフ（ロシア語: Дмитрий Александрович Быстролетов、1901年 - 1975年）は、ソ連のスパイ、文学者、ジャーナリスト、映画の脚本家、芸術家、写真家。
アレクサンドル・トルストイ（ロシア語: Александр Николаевич Толстой）伯爵とクラヴディヤ・ブイストロレトワ（ロシア語: Клавдия Дмитриевна Быстролетова）の息子で、ドミトリー・トルストイとも呼ばれる。

## 経歴
クリミアのアチコル村に生まれる。1904年～1914年、ペテルブルクで暮らし、コルワリ伯爵の家で教育を受けた。1915年～1917年、セヴァストポリの海軍幼年団（幼年学校）で学び、卒業後、トルコ戦域で第一次世界大戦に従軍する。1919年、デニーキンの軍を脱走し、トルコに移住した。コンスタンチノープルの欧州キリスト教徒のためのカレッジを卒業し、チェコスロバキアで大学に入学した。
1923年、プラハでソビエト国籍を取得し、ソ連通表代表部で働く。1925年からソ連対外諜報部の正職員となり、1930年～1937年、イリーガルとして働いた。その間、プラハ大学の法学博士号、チューリッヒ大学の医学博士号を取得し、ベルリンとパリの芸術大学で学びつつ、20ヶ国語を勉強した。また、世界各国を歴訪し、サハラ砂漠のトワレグ族、アフリカのピグミー族、イギリス、フランス、イタリアの貴族、ドイツ、アメリカ、オランダの実業家・銀行家と交流した。
ブイストロレトフは、OGPU－NKVD最良の諜報員の1人と考えられ、経済・軍事・政治諜報に従事した。変装の達人でもあった彼は、イギリス外務省に侵入し、オーストリア、ドイツ、イタリア、フランス等の暗号表を入手した。また、イタリア、フランス、チェコスロバキア、イギリスで多数のエージェントを獲得した。
1937年、ソ連に帰国し、同年、ソ連芸術家連盟会員となった。1938年9月に逮捕され、ラーゲリに送られる。妻のミレーナ（ロシア語: Милена Иоланта Мария Шелматова）は、夫の逮捕後に自殺した。
1954年に釈放（身体障害者として抹消）され、1956年に名誉回復された。
釈放後、モスクワで著作家、脚本家として働いた。1973年11月、ブイストロレトフ脚本の芸術フィルム「私服の男」（ロシア語: Человек в штатском）が上映された。モスクワのホヴァンスコエ墓地に埋葬。